# Trichoniscoides cadurcensis
Trichoniscoides cadurcensis là một loài chân đều trong họ Trichoniscidae. Loài này được Vandel miêu tả khoa học năm 1934.